# بخش پوربندر
بخش پوربندر (به انگلیسی: Porbandar district) یک منطقهٔ مسکونی در هند است که در گجرات واقع شده‌است. بخش پوربندر ۲٬۳۱۶ کیلومتر مربع مساحت و ۵۸۵٬۴۴۹ نفر جمعیت دارد.